# Jacopo Baboni-Schilingi
 (août 2025).
Jacopo Baboni-Schilingi (né en 1971 à Milan en Italie) est un compositeur italien.

## Formations, études et diplômes
Jacopo Baboni Schilingi commence les études de piano à l’âge de six ans.
Il commence à composer au même âge, suivi après par Roberto Hazon. À l’âge de 14 ans il rentre la classe de composition d’Ivan Fedele à Milan où il obtient son premier prix de composition en 1994. La même année, il reçoit le prix de composition du Conservatoire National Supérieur G. Martini di Bologna. Il étudie la direction d'orchestre avec Vittorio Parisi (en). Il obtient le diplôme de composition de musique contemporaine à la Sezione di Musica Contemporanea de la Civica Scuola di Musica di Milano.
À l’âge de 22 ans, il est choisi par un jury constitué par George Benjamin, Emmanuel Nunes, Gérard Grisey et David Robertson pour participer au Cursus de composition et d'informatique musicale à l'IRCAM. En 1996, il suit des cours de perfectionnement dans le cadre de l’Académie de Royaumont avec Brian Ferneyhough et Klaus Huber. En 1998 il obtient le DEA de musicologie du XXe siècle à l'École de Hautes Études sous la direction de Hugues Dufourt. En 2010 il obtient son doctorat en musicologie avec mention très honorable et félicitations à l’unanimité du jury sous la direction de Georges Molinié. En 2013 la Ministre de la Culture et de la Communication Madame Aurèlie Filippetti nomme Baboni Schilingi Chevalier de l’Ordre des Arts et des Lettres sous la proposition du Ministre de l’Économie et des Finances, Monsieur Pierre Moscovici.

## Concerts et productions
À l’âge de 15 ans, Jacopo Baboni Schilingi commence sa carrière de compositeur à Milan : Teatro Litta, Teatro delle Erbe, Istituto Gonzaga, Palazzina Liberty, Villa Simonetta, Castello Sforzesco etc. Depuis l’âge de 18 ans il participe à de nombreux festivals internationaux de musique comme Musica, Présences, Agora, Polychrome, Royaumont, Manca, Musique et Mémoire, Novelum, (France) Settembre Musica, Roma Europa, Tempo Reale, Santa Cecilia, Nuova Consonanza, Enzimi, Musica Presente, Spazio Musica (Italie) Gaudeamus (Hollande), Schreyahner Herbst, Musik Im 21 Jahrhundert, Neue Italienische Musikszene, Cottbus (Allemagne), International music week of Shanghai (Chine), Bartok Festival (Hongrie), Lanus (Argentine), Biennale International De Zagreb (Croatie), etc. Il a été lauréat de plusieurs concours internationaux de composition et sa musique est jouée régulièrement en
Allemagne, Argentine, Autriche, Belgique, Brésil, Canada, Chili, Chine, Corée du Sud, Dubaï, Espagne, États-Unis d'Amérique, France, Finlande, Hollande, Italie, Japon, Mexique, Portugal, Suisse, Suède, Ukraine. Il a reçu la Mention spéciale du Prix Italia 2006.
Ses œuvres ont été interprétées par des orchestres ou ensembles comme : Orchestre d’Île-de-France, Orchestre Symphonique de Cottbus, Ensemble Inter-Contemporain, Quatuor Arditti, Ensemble Court Circuit, Klangforum Ensemble, Collegium Novum Ensemble, Dedalo Ensemble, Les Pléiades, Ensemble Dell'Orchestra Sinfonica « Arturo Toscanini », quatuor Leonis, Ensemble Constraste, etc. et il collabore avec des solistes comme Nicholas Isherwood, Claude Delangle, Jean Geoffroy, Anne Delafosse-Quentin, Christian Schmitt, Pascal Contet.
Ses compositions sont éditées par les éditions Suvini Zerboni - Milano.
Il a composé des musiques de films en collaborant avec les réalisateurs comme Henry Colomer, Olivier Mille, Alain Fleischer.
D'autre part il collabore régulièrement avec différents artistes avec qui il a réalisé plusieurs projets interdisciplinaires : avec l'architecte P.L. Copat, il développe un projet d’installation entre musique et architecture (AIMTR) dont la première version a été présenté en 1996 à l'IRCAM et au Festival MUSICA de Strasbourg. Il a également réalisé plusieurs spectacles (Trois mythologies et un poète aveugle, Syntax Error, Odyssée…nographie) basés sur l'interaction entre musique et texte avec le poète Jean-Pierre Balpe.
Avec le plasticien et sculpteur Arman, il a réalisé l’installation Instruments à gonds qui a été présentée en France et en Italie. Avec le plasticien Miguel Chevalier il a réalisé les installations interactives Metapolis (au Mexique) et Crossborder à Metz, Terra Incognita (au Brésil), La vague de pixel (Japon, Chine, États-Unis, Dubaï), L’origine du monde (États-Unis). Il a fait partie du groupe E.S.C. avec qui il réalise l'installation interactive La Lenteur et le spectacle de musique et danse Sostanza Sonora avec la compagnie MK (compagnie de danse Italienne, consacrée à la recherche). Il a conçu le spectacle/installation Hemera, en collaboration avec l’artiste lumière A. Poumarat et la danseuse V. Moutoussamy et il travaille avec la compagnie Acte2 de C. Dreyfus. Il travaille actuellement avec le plasticien Christophe Bergon et le plasticien Elias Crespin.

## Enseignement et recherche
Depuis 1990 il s'occupe de musique électroacoustique ainsi que d’informatique musicale et a travaillé activement avec les centres MM&T et AGON de Milan. En 1995, il a développé la théorie de la Composition par Modèles Interactifs et il a significativement contribué à la création des différentes logiciel (Profile, Morphologie, CMI) pour la CAO qui sont distribuées par l'IRCAM depuis 1995.
De 1996 à 2001, il a été compositeur en recherche à l'IRCAM où, parallèlement à ses recherches, il a donné des cours de composition assistée par ordinateur. Il est concepteur et coréalisateur du premier cédérom de l’IRCAM destiné à l'apprentissage de la musique pour les enfants, intitulé « Dix jeux d'écoute ».
Il a publié plus d'une trentaine d'articles sur la composition et la recherche musicale.
En 2007 il a publié La musique Hyper-systémique, son premier livre d'esthétique aux Éditions Mix-Paris, et en 2008 le livre Six modèles d’analyse herméneutique.
Depuis 1999, il est titulaire de la classe de composition du Conservatoire de Musique de Montbéliard et il a été chargé de cours dans le Département de Musicologie Contemporaine de Paris-IV Sorbonne.

## Charges institutionnelles
À la demande de Luciano Berio, il a fondé le Département de Pédagogie et Recherche du Centre Tempo Reale de Florence. Il a dirigé ce département pendant six ans, avec la cotutelle artistique de Luciano Berio. Pour ce projet en 2 ans, il a développé plusieurs studios de pédagogie et production, basés à Florence, Milan, Sienne, et Rome. Sa mission était de rassembler les financements nécessaires aux différentes activités et de développer le contact avec les jeunes publics. Il a assuré cette activité pendant six ans, en collaborant avec
les régions de Lombardie, Latium et Toscane, et grâce à des financements privés ainsi que des financements bancaires (CARIPLO, CRF, BNL, Monte dei Paschi di Siena, etc.). Il a été chargé de la recherche des financements européens pour le fonctionnement des équipes, ainsi que de la recherche de fonds afin de produire une activité de recherche fondée sur l’informatique musicale, et une activité d’enseignement visant les plus petits ainsi que les professionnels sortant des conservatoires de musique.
En 2001, il a fondé le groupe de recherche et production appelé PRISMA, qu’il coordonne depuis sa création. À l’intérieur du groupe PRISMA, il est responsable des rencontres internationales, coordinateur de la communication, responsable des publications, coordinateur des rapports internationaux avec les festivals, les universités, les centres de recherche et de production, et les conservatoires de musique. Ce groupe est en même temps un réseau de compositeurs en Europe, aux États-Unis, au Canada, au Chili, en Argentine, et en Chine, mais aussi un réseau d’institutions capable d’accueillir des projets de production. Parmi ces institutions, on peut compter l’IRCAM et le GRM à Paris, l’Orchestra Utopica de Lisbonne (Portugal), le Shanghai International Electroacoustic Music Week (Chine), l’Université de Harvard (États-Unis), le ZiMT de Vienne (Autriche), la Sibelius Academy de Helsinki (Finlande), l’Université de Plymouth (Angleterre), l’Université de Winnipeg (Canada).
En 1998, avec Emanuele Quinz, il a fondé l’association Anomos. Il s’agit d’une structure de recherche, de formation et de direction artistique qui explore les nouvelles configurations de la création contemporaine, liées en particulier à l'impact et aux apports des technologies numériques. En décembre 2004, Anomos s'est associé au Centre Pompidou pour la sixième série des rencontres pluridisciplinaires Face au Présent, dont l'objectif est d'explorer les nouvelles tendances de la création contemporaine influencées par les technologies numériques.
En 2003, 2004 et 2005, il a participé au comité de pilotage d'Ars Numerica dans lequel il a introduit des universitaires, chercheurs et artistes français de réputation internationale.

## Filmographie

### Documentaire
- 2018 : Mission France, la croisade de l'abondance - musique

## Source secondaire
1. Miguel Chevalier, Power Pixels, 2013.  (ISBN 978-2-916639-32-1)
2. Delugu M., Compositeurs, 1996
3. Nattiez J.J., Une encyclopédie pour le XXIe siècle, 2001
4. Balpe J.P., Rencontres medias, Bibliothèque Publique d'Information, 1997
5. Molfino P., Amadeus, Mensuel de la Grande Musique, 2010
6. Baboni-Schiling, La musique hyper-systemique, édition Mixte, Paris, 2007  (ISBN 9782914722650)
7. Six modèles d'analyse herméneutique, édition Mixte Paris, 2008  (ISBN 9782914722742)
8. Quinz E., Il cerchio invisibile, E.Quinz, in Collana Filosofie, Mimesis Editore, 2014  (ISBN 9788857524795)
9. Marsella F. & Guindani & G.Salvadori (a cura di), Chaos Fractals Models, Italian University Press di Giovanni Iuculano, 1988.  (ISBN 88-8258-002-4)
10. Carta d'Italia - rivista di cultura italiana contemporanea, Italienska Kulturinstitutet C.M. Lerici, Anno 4. no 7 Ottobre 2012.  (ISSN 2000-2807)
11. Aesthetic decisions in computer - aided composition - Contemporary music review, vol. 28 part 2, Peter Nelson Editor, 2009.  (ISSN 0749-4467)
12. A-part festival international d'art contemporain alpilles provence - éditions 2010-2014, Organisateur Associations A3-art
13. Jacopo Baboni Schilingi - Catalogo Opere, Edizioni Suvini Zerboni
14. Anomalie, parcours no 0 l'œuvre comme processus, Paris, 1999
15. Turbulences II, Espace Culturel Louis Vuitton, 2013.  (ISBN 978-2-87126-057-8)
16. La poste inspire des artistes, Snoeck éditions, 2008.  (ISBN 978-90-5349-669-5)
17. Musique et mémoire: une création à Ronchamp, en L'est républicann, 21 juillet 2005
18. Dazzi G., France-Italie en direct à la radio, Diapason no 434, février 1997.  (ISSN 0765-5983)
19. Action Poétique, 27 poètes cubains, imprimerie des Presses Universitaires de France - de J. Lezama Lima à aujourd'hui, 1er trimestre 1998.  (ISSN 0395-0018)
20. Bacon F., Dossier Informatique et creation, no 93, Centre Georges Pompidou, juin 1996.  (ISSN 0996-4274)
21. Nouveau Regards, Institut de recherches historiques, économiques, sociales, et culturelles no 18 été 2002
22. Bentivoglio L., Metto la musica in gioco, in Repubblica, 28 Marzo 1999
23. Cappelletto S., Musica contemporanea, Torino Sette, no 583 7-13 Aprile 2000
24. Crespi P., A ritmo di bit, in Virtual, anno 3, no 26, Edizioni Wilson S.r.l., Dicembre 1995
25. Roy A, Montbeillard - Future par Nature, Outrement, Paris, 2007,  (ISBN 978-2-7467-0995-9)